# Scooby-Doo! The Mystery Begins
Scooby-Doo! The Mystery Begins (bra: Scooby-Doo! O Mistério Começa ou Scooby-Doo - O Mistério Começa) é um telefilme canado-estadunidense de 2009, dos gêneros aventura e comédia, dirigido por Brian Levant para a Warner Premiere.

## Sumário
Scooby ajuda os jovens Fred, Daphne, Velma e Salsicha a solucionar o mistério dos fantasmas que assombram o colégio Coolsville High.

## Elenco
- Frank Welker ...... Scoobert "Scooby"-Doo
- Nick Palatas ...... Norville "Salsicha" Rogers
- Hayley Kiyoko ...... Velma Dinkley
- Kate Melton ...... Daphne Blake
- Robbie Amell ...... Fred Jones
- Garry Chalk ...... vice-diretor Grimes
- Shawn McDonald ...... Diretor Deedle / O Spectro
- Leah James ...... Prudence Prufock
- Brian Sutton ...... Ezekial Gallows
- Al Rodrigo ...... voz de Ezekial Gallows
- Daniel Riordan ...... voz do Espectro
- Dee Jay Jackson ...... motorista do Ônibus
- C. Ernst Harth ...... Otis (O Zelador)
- Lorena Gale ...... bibliotecária
- Dave Hurtubise ...... Sr. Pupperman
- Kira Clavell ...... Repórter

## Produção
As filmagens ocorreram em Vancouver, Columbia Britânica, Canadá, incluindo a Escola Secundária Templeton em 4 de agosto de 2008. O supervisor de conteúdo do Cartoon Network Rob Sorcher havia dito: "Este conceito contemporâneo de Scooby-Doo será um eventual filme emocionante no Cartoon Network. Este projeto é também um componente âncora do nosso novo impulso em filmes, nosso grande parceira com a Warner Premiere e a expectativa geral de esforços de programação do Cartoon Network". O trailer do filme foi visto pela primeira vez no DVD de Scooby-Doo and the Samurai Sword, 17 Again e Shorts. Sendo lançado em DVD e blu-ray em 22 de Setembro de 2009.